# 琉球矢竹
琉球矢竹（学名：Pleioblastus linearis）为禾本科大明竹属下的一个种。

## 扩展阅读
- 維基物種上的相關：琉球矢竹